# Hrvatsko otvoreno natjecanje u informatici
Hrvatsko otvoreno natjecanje u informatici (engl. Croatian Open Competition in Informatics) natjecanje je u programiranju učenika osnovnih i srednjih škola putem Interneta. Učenici su organizirani u ekipe koje predstavljaju njihove škole, informatičke klubove ili udruge HSIN-a.

## Povijest
Hrvatski savez informatičara 2006. godine pokrenuo je HONI s ciljem pripreme nadarenih učenika informatičara osnovnih i srednjih škola Hrvatske za informatička natjecanja, te COCI za natjecanja i pripreme mladih informatičara Europe i ostatka svijeta prije međunarodnih natjecanja.
HONI je nastao po uzoru na druga međunarodna informatička natjecanja, a ranijih je godina postojao u sličnom obliku — na domaćoj razini Hrvatska programerska liga, a na međunarodnoj Internet online contest.
Velike pohvale natjecanju dao je Međunarodni informatički olimpijski odbor, koji nadzire Međunarodnu informatičku olimpijadu.
Profesori Ruske akademije prirodnih znanosti Vladimir M. Kiryukhin i Marina S. Tsvetkova za individualni trening ruskih studenata za natjecanja u programiranju preporučuju COCI.

## Natjecanje
Hrvatsko otvoreno natjecanje u informatici odvija se u šest ili sedam kola tijekom školske godine. Svako se kolo sastoji od trosatnog rješavanja osam zadataka matematičke ili algoritamske osnove. Dozvoljeni programski jezici su Python, Pascal, C, C++ i Java. Prva su četiri zadataka primjerena učenicima osnovnih škola. Broj bodova koje učenik osvoji jednak je zbroju bodova pet zadataka koji tom natjecatelju donose najviše bodova.
COCI sadrži dodatno kolo sa zadacima s Hrvatske informatičke olimpijade. COCI se sastoji od posljednjih šest zadataka HONI-ja.
Nakon natjecanja objavljuju se rješenja svih zadataka.